# Amegilla terminata
Amegilla terminata is een vliesvleugelig insect uit de familie bijen en hommels (Apidae). De wetenschappelijke naam van de soort is voor het eerst geldig gepubliceerd in 1879 door Smith.
De diersoort komt voor in Zimbabwe.